# Orlando Magic 2003-2004
La stagione NBA 2003-2004 fu la 15ª stagione della storia degli Orlando Magic che si concluse con un record di 21 vittorie e 61 sconfitte nella regular season, il 7º posto nell'Atlantic Division e il 15°, e ultimo, posto della Eastern Conference.
Dopo appena 11 partite, a fronte di una sola vittoria, Doc Rivers fu sostituito con Johnny Davis.
La squadra non riuscì a qualificarsi per i playoff del 2004.

## Draft
| Giro | Scelta | Giocatore     | Posizione   | Nazionalità | Università/Club     |
| ---- | ------ | ------------- | ----------- | ----------- | ------------------- |
| 1    | 15     | Reece Gaines  | ala piccola | Stati Uniti | Louisville          |
| 2    | 42     | Zaza Pachulia | ala grande  | Georgia     | Ülkerspor (Turchia) |

## Regular season
| Squadra            | V  | P  | %    | GB |
| ------------------ | -- | -- | ---- | -- |
| New Jersey Nets    | 47 | 35 | 57,3 | -  |
| Miami Heat         | 42 | 40 | 51,2 | 5  |
| New York Knicks    | 39 | 43 | 47,6 | 8  |
| Boston Celtics     | 36 | 46 | 43,9 | 11 |
| Philadelphia 76ers | 33 | 49 | 40,2 | 14 |
| Washington Wizards | 25 | 57 | 30,5 | 22 |
| Orlando Magic      | 21 | 61 | 25,6 | 26 |

## Playoff
Non qualificata

## Roster
| N° | Naz.                   | Ruolo | Sportivo          | Anno | Alt. | Peso |
| -- | ---------------------- | ----- | ----------------- | ---- | ---- | ---- |
| 0  | Stati Uniti (bandiera) | A     | Drew Gooden       | 1981 | 208  | 104  |
| 1  | Stati Uniti (bandiera) | A     | Tracy McGrady     | 1979 | 203  | 95   |
| 2  | Stati Uniti (bandiera) | G     | DeShawn Stevenson | 1981 | 196  | 95   |
| 3  | Stati Uniti (bandiera) | GA    | Keith Bogans      | 1980 | 196  | 98   |
| 4  | Stati Uniti (bandiera) | A     | Donnell Harvey    | 1980 | 203  | 100  |
| 4  | Stati Uniti (bandiera) | A     | Lee Nailon        | 1975 | 206  | 108  |
| 5  | Stati Uniti (bandiera) | A     | Juwan Howard      | 1973 | 206  | 109  |
| 7  | Croazia (bandiera)     | GA    | Gordan Giriček    | 1977 | 198  | 95   |
| 8  | Stati Uniti (bandiera) | A     | Pat Garrity       | 1976 | 206  | 108  |
| 10 | Stati Uniti (bandiera) | G     | Tyronn Lue        | 1977 | 183  | 79   |
| 11 | Stati Uniti (bandiera) | G     | Shammond Williams | 1975 | 185  | 91   |
| 13 | Stati Uniti (bandiera) | G     | Derrick Dial      | 1975 | 193  | 83   |
| 21 | Regno Unito (bandiera) | A     | Robert Archibald  | 1980 | 211  | 113  |
| 22 | Stati Uniti (bandiera) | G     | Reece Gaines      | 1981 | 198  | 93   |
| 26 | Stati Uniti (bandiera) | A     | Desmond Penigar   | 1981 | 201  | 111  |
| 27 | Georgia (bandiera)     | C     | Zaza Pachulia     | 1984 | 211  | 109  |
| 31 | Stati Uniti (bandiera) | A     | Britton Johnsen   | 1979 | 208  | 95   |
| 31 | Stati Uniti (bandiera) | G     | Rod Strickland    | 1966 | 191  | 79   |
| 34 | Stati Uniti (bandiera) | C     | Steven Hunter     | 1981 | 213  | 100  |
| 45 | Stati Uniti (bandiera) | C     | Sean Rooks        | 1969 | 208  | 113  |
| 55 | Stati Uniti (bandiera) | AC    | Andrew DeClercq   | 1973 | 208  | 104  |

## Staff tecnico
- Allenatori: Doc Rivers (1-10) (fino al 17 novembre)[1], Johnny Davis (20-51)
- Vice-allenatori: Johnny Davis (fino al 17 novembre), Dave Wohl (fino al 17 novembre), Mark Hughes, Paul Pressey, Paul Westhead (dal 27 novembre)

### Arrivi/partenze
Mercato e scambi avvenuti durante la stagione:
Arrivi
| N° | Naz.                   | Ruolo | Sportivo          |  | Alt. |  |
| -- | ---------------------- | ----- | ----------------- |  | ---- |  |
| 2  | Stati Uniti (bandiera) | G     | DeShawn Stevenson |  |      |  |
| 4  | Stati Uniti (bandiera) | AG    | Lee Nailon        |  |      |  |
| 21 | Regno Unito (bandiera) | C     | Robert Archibald  |  |      |  |
| 45 | Stati Uniti (bandiera) | C     | Sean Rooks        |  |      |  |

Partenze
| N° | Naz.                   | Ruolo | Sportivo          |  | Alt. |  |
| -- | ---------------------- | ----- | ----------------- |  | ---- |  |
| 4  | Stati Uniti (bandiera) | C     | Donnell Harvey    |  |      |  |
| 4  | Stati Uniti (bandiera) | AG    | Lee Nailon        |  |      |  |
| 7  | Croazia (bandiera)     | G     | Gordan Giriček    |  |      |  |
| 11 | Stati Uniti (bandiera) | P     | Shammond Williams |  |      |  |
| 21 | Regno Unito (bandiera) | C     | Robert Archibald  |  |      |  |
| 31 | Stati Uniti (bandiera) | P     | Rod Strickland    |  |      |  |

## Premi e onorificenze
- Tracy McGrady incluso nell'All-NBA Second Team